# Игра на ниво
„Игра на ниво“ (на английски: Level Up) е американски сериал, създаден от Дерек Гуилей и Дейвид Шнайдерман. Премиерното му излъчване е през месец юни 2012 г. по Cartoon Network. Той носи името на филм със същото име, създаден в началото на 2012 г. В САЩ сериалът е категория TV-PG-V.

## Сюжет
Внимание:  Текстът по-долу разкрива сюжета на произведението (или части от него)!
В сериала се разказва как четиримата тийнейджъри на име Лайл, Уайът, Данте и момичето Ейнджи се борят с чудовища, излезли от видео игра на име „Малдарк: Завоевателят на всички светове“. Освен с чудовища понякога им се налага да се справят и със слаби същества, но за сметка на това хитри. Целият виновник за тази борба е Малдарк. От софтуерната видео игра той се възражда със собствен истински ум. Целта му е да завладее и Земята. Четиримата тийнейджъри се борят със заплахите на света, с помощта на оръжия, изкарани от видео играта. Сериалът отразява и в малка степен реалния живот на тийнейджъра – училище, купони, родители...

## Герои
- Лайл Хъгинсън – най-големият в групата, 16-годишен. Той е най-готиният шотландец, обичащ купоните и партитата. Лайл крие пристрастеността си към видео игрите. Баща му е кмет, който доста го притиска. Лайл е куотърбек на футболния отбор. Живее в заможно семейство, заедно с майка си и баща си.
- Уайът Блек – доста странен за възрастта си 15-годишен тийнейджър. Единствената му почивка е когато играе видео игри. Брилянтен е почти във всичко – техника, учене и др., но не и по момичета. Той има 10-годишен самодоволен и забавен брат, който компенсира в доста голяма степен недостатъците на батко си.
- Данте Онтеро – безстрашния самоуверен 15-годишен тийнейджър. Също като Уайът, Данте с доста странните си действия грабва вниманието на всички. Той изобщо не обича да се къпе, но обича да държи стаята си в ред и безпорядък. Данте е и див, язвителен и тенденциозен към предизвикателното му и импулсивното му поведение. Обича да се шегува доста, което му носи неприятности.
- Ейнджи Прието – единственото упорито и смело 15-годишно момиче в отбора. Тя е и сладкото, нетърпеливо и умно момиче, без чиито качества отборът не може. Тя трудно е приета в групата, но благодарение на упоритостта си тя си запазва място.
- Малдарк – злодеят в сериала. Неслучайно си е заслужил титлата „Завоевателят на светове“. Всъщност той играе главната роля във видео играта. За неговата пагуба е нужно доста силно оръжие, което отборът трудно може да намери.
- Макс Рос – създателят на онлайн фантастичната игра „Малдарк: Завоевателят на всички светове“. Той е известен с ексцентричността си. Изобщо не се интересува от това, че собственото му творение Малдарк иска да завладее света, а просто се радва на милиардите си.

## „Игра на ниво“ в България
„Игра на ниво“ се излъчва премиерно в България през 2012 г. по Cartoon Network с повторения, а веднага след края на премиерите отново започват повторения.
От 7 ноември 2013 четвъртък от 17:05ч. започнаха новите епизоди на „Игра на ниво“ премиера на нови епизоди първи сезон
нови епизоди от понеделник до петък по Cartoon Network, епизодите на „Игра на ниво“ от първи сезон приключват на 26 ноември 2013 вторник от 17:05ч.